# Miguel Molina Chamorro
Miguel Francisco Molina Chamorro (Barbate, 16 de marzo de 1972) es un político español del AxSí. 
Habiendo obtenido el cargo en un primer mandato tras las elecciones municipales de 2015 como candidato de Partido Andalucista y revalidándolo posteriormente en las municipales de 2019 y en las de 2023 como candidato de Andalucía Por Sí.

## Biografía
Está casado y es padre de dos hijas. Nació en 1972 en Barbate de una familia marinera en la localidad, y hace 51 años perdió a su padre a la edad de 16 años, además tiene un hermano llamado, José Molina Chamorro. En 1997 se licencio en Psicopedagogía por la Universidad de Jaén.  
Fue portavoz del Partido Andalucista en el ayuntamiento de Barbate tras ser el candidato de la formación local para el ayuntamiento de su pueblo natal en las municipales de 2011. Durante estas elecciones, logró triplicar la representación del partido en el pleno municipal, aumentando de un concejal a tres concejales. Además, fue nombrado secretario comarcal del PA en La Janda.
En 2012 presentó su candidatura a secretario provincial de Cádiz de la formación andalucista.
En 2015 repitió su candidatura a alcalde de Barbate. Tras los comicios, el PA fue el partido más votado, consiguiendo 8 concejales y casi duplicando al siguiente partido en el pleno municipal, PSOE que contó con 5 concejales. Tras buscar pactos, Miguel Molina se convirtió en alcalde de Barbate.
En 2019 se convirtió en el alcalde con mayor votación de España a través del nuevo partido AxSí.
En 2023, el AxSí se presentó conjuntamente a otras fuerzas locales en la coalición Andaluces Levantaos. En los comicios, la formación andalucista obtuvo 8 concejales, siendo 9 menos que los 17 conseguidos en la anterior cita electoral y dejándoles sin la posibilidad de una mayoría absoluta. Finalmente, gracias a un pacto con la representación municipal del Partido Popular, lograron acordar pacto de gobierno que permitió a Miguel Molina iniciar su tercer mandato como alcalde.
Se hizo Miguel Molina Chamorro muy conocido en la provincia de Cádiz por el accidente de la lancha en la costa de Cádiz en donde dos guardias civiles fallecieron, llegando el ministro del interior, Fernando Grande-Marlaska, a la localidad Gaditana de Barbate por primera vez.